# Hermelinda Linda (filme)
Hermelinda Linda é um filme mexicano de 1984, dirigido pelo também ator Julio Aldama. É protagonizado por Evita Muñoz "Chachita", que atua no papel da bruxa de Bondojito. É baseado em uma revista em quadrinhos mexicana.
A história se desenvolve durante um congresso de bruxas na Festa do dia dos mortos, no qual Hermelinda conta às outras bruxas sobre um desentendimento com um delegado municipal corrupto intencionado em acabar com a "Bondojia".

## Personagens
- Evita Muñoz "Chachita" - Hermelinda Linda
- Rubi Re
- Julio Aldama - Pachochas
- Queta Carrasco
- Queta Lavat - Sra. de Pachochas
- Andrés García - Como ele mesmo
- Julio Aldama Jr
- María Cardinal